# Gran Premi de Suïssa de Motocròs 250cc
|  | Per a altres significats, vegeu «Gran Premi de Suïssa de Motocròs». |

El Gran Premi de Suïssa de Motocròs en la cilindrada de 250cc (francès: Grand Prix de Suisse de Moto-Cross 250cc; alemany: Großer Preis der Schweiz Moto-Cross 250 ccm), abreujat GP de Suïssa de 250cc, fou una prova internacional de motocròs que es va celebrar anualment a Suïssa entre el 1957 i el 2001, és a dir, des de la primera edició del Campionat d'Europa fins a poc abans del final del Campionat del Món d'aquesta cilindrada (el 2004, la històrica categoria dels 250cc fou reconvertida a la nova MX1, actual MXGP).
Després de les tres edicions inicials, totes elles al circuit muntat al Bout-du-Monde de Ginebra, el Gran Premi inicià una certa rotació geogràfica per Suïssa i, al llarg dels anys, s'arribà a disputar en un total de 8 escenaris diferents, dels quals els que més es varen repetir varen ser Wohlen i Roggenburg, amb un total de 6 edicions cadascun, i Payerne, amb 13 edicions. Va ser a Wohlen on, el 1974, es desenvoluparen els fets antiesportius que varen fer perdre el títol mundial a Jaroslav Falta en favor de Guennady Moiseev, després d'una reclamació soviètica que es va resoldre en un congrés de la FIM a la tardor.

## Edicions
| Població                | Cantó        | Llengua | Data usual         | De   | A    | Edicions |
| ----------------------- | ------------ | ------- | ------------------ | ---- | ---- | -------- |
| Ginebra (Bout-du-Monde) | Ginebra      | Francès | A l'abril-maig     | 1957 | 1959 | 3        |
| Payerne                 | Vaud         | Francès | A l'abril          | 1960 | 1995 | 13       |
| Wohlen                  | Argòvia      | Alemany | A l'agost          | 1961 | 1975 | 6        |
| Lausana                 | Vaud         | Francès | A l'abril          | 1962 | 1962 | 1        |
| Broc                    | Friburg      | Francès | Al maig            | 1966 | 1966 | 1        |
| Roggenburg              | Basilea-Camp | Alemany | A l'agost-setembre | 1981 | 2001 | 6        |
| Frauenfeld              | Turgòvia     | Alemany | A l'agost          | 1983 | 1983 | 1        |
| Rothenthurm             | Schwyz       | Alemany | A l'estiu          | 1984 | 1990 | 3        |
| Total                   | 8            |         |                    |      |      | 34       |

## Palmarès
Font:
| Edició | Any  | Lloc                     | Data              | Guanyador          | Guanyador     |
| ------ | ---- | ------------------------ | ----------------- | ------------------ | ------------- |
| I      | 1957 | Ginebra                  | 4-5 de maig       | Jaromír Čížek      | Jawa          |
| II     | 1958 | Ginebra                  | 10-11 de maig     | Jaromír Čížek      | Jawa          |
| III    | 1959 | Ginebra                  | 18-19 d'abril     | Brian Stonebridge  | Greeves       |
| IV     | 1960 | Payerne                  | 2-3 d'abril       | Dave Bickers       | Greeves       |
| V      | 1961 | Wohlen                   | 12-13 d'agost     | Arthur Lampkin     | BSA           |
| VI     | 1962 | Lausana                  | 7-8 d'abril       | Jeff Smith         | BSA           |
| VII    | 1963 | Payerne                  | 20-21 d'abril     | Torsten Hallman    | Husqvarna     |
| VIII   | 1964 | Wohlen                   | 2-3 de maig       | Joël Robert        | ČZ            |
|        | 1965 | No es disputà            | No es disputà     | No es disputà      | No es disputà |
| IX     | 1966 | Broc                     | 30a-1 de maig     | Joël Robert        | ČZ            |
| X      | 1967 | Payerne                  | 8-9 d'abril       | Torsten Hallman    | Husqvarna     |
|        | 1968 | No es disputà            | No es disputà     | No es disputà      | No es disputà |
| XI     | 1969 | Payerne                  | 19-20 d'abril     | Joël Robert        | ČZ            |
| XII    | 1970 | Wohlen                   | 29-30 d'agost     | Heikki Mikkola     | Husqvarna     |
| XIII   | 1971 | Payerne                  | 24-25 d'abril     | Joël Robert        | Suzuki        |
| XIV    | 1972 | Wohlen                   | 26-27 d'agost     | Håkan Andersson    | Yamaha        |
| XV     | 1973 | Payerne                  | 5-6 de maig       | Håkan Andersson    | Yamaha        |
| XVI    | 1974 | Wohlen                   | 24-25 d'agost     | Harry Everts       | Puch          |
| XVII   | 1975 | Wohlen                   | 30-31 d'agost     | Håkan Andersson    | Yamaha        |
|        | 1976 | No es disputà            | No es disputà     | No es disputà      | No es disputà |
| XVIII  | 1977 | Payerne                  | 16-17 d'abril     | Guennady Moisseev  | KTM           |
|        |      | 1978-1980: No es disputà |                   |                    |               |
| XIX    | 1981 | Roggenburg               | 13-14 de juny     | Georges Jobé       | Suzuki        |
| XX     | 1982 | Payerne                  | 17-18 d'abril     | Georges Jobé       | Suzuki        |
| XXI    | 1983 | Frauenfeld               | 6-7 d'agost       | Georges Jobé       | Suzuki        |
| XXII   | 1984 | Rothenthurm              | 4-5 d'agost       | Jacky Vimond       | Yamaha        |
| XXIII  | 1985 | Payerne                  | 13-14 d'abril     | Jacky Vimond       | Yamaha        |
| XXIV   | 1986 | Rothenthurm              | 28-29 de juny     | Jacky Vimond       | Yamaha        |
|        |      | 1987-1988: No es disputà |                   |                    |               |
| XXV    | 1989 | Payerne                  | 15-16 d'abril     | Jeremy Whatley     | Suzuki        |
| XXVI   | 1990 | Rothenthurm              | 1-2 de juliol     | Trampas Parker     | KTM           |
|        | 1991 | No es disputà            | No es disputà     | No es disputà      | No es disputà |
| XXVII  | 1992 | Payerne                  | 11-12 d'abril     | Trampas Parker     | Honda         |
| XXVIII | 1993 | Payerne                  | 17-18 d'abril     | Greg Albertyn      | Honda         |
|        | 1994 | No es disputà            | No es disputà     | No es disputà      | No es disputà |
| XXIX   | 1995 | Payerne                  | 22-23 d'abril     | Yves Demaria       | Yamaha        |
| XXX    | 1996 | Roggenburg               | 31a-1 de setembre | Frédéric Bolley    | Kawasaki      |
| XXXI   | 1997 | Roggenburg               | 30-31 d'agost     | Stefan Everts      | Honda         |
| XXXII  | 1998 | Roggenburg               | 5-6 de setembre   | Sébastien Tortelli | Kawasaki      |
|        | 1999 | No es disputà            | No es disputà     | No es disputà      | No es disputà |
| XXXIII | 2000 | Roggenburg               | 2-3 de setembre   | Pit Beirer         | Kawasaki      |
| XXXIV  | 2001 | Roggenburg               | 11-12 d'agost     | Claudio Federici   | Yamaha        |

Notes
1. ↑  Del 1957 al 1958, el GP de Suïssa de 500cc ho fou alhora de 250cc i puntuà per a la Copa d'Europa de la cilindrada. Aquesta taula reflecteix només els resultats de la categoria de 250cc/Motocross GP.
2. ↑  L'any 2000, el GP de Suïssa ho fou alhora de 250 i 500cc. El 2001, ho fou de 125, 250 i 500cc. Aquesta taula reflecteix només els resultats de la categoria de 250cc.

## Estadístiques
S'han considerat tots els resultats compresos entre el 1957 i el 2001.

### Guanyadors múltiples
| Pilot           | Victòries |
| --------------- | --------- |
| Joël Robert     | 4         |
| Håkan Andersson | 3         |
| Georges Jobé    | 3         |
| Jacky Vimond    | 3         |
| Jaromír Čížek   | 2         |
| Torsten Hallman | 2         |
| Trampas Parker  | 2         |

### Victòries per país
| País           | Victòries |
| -------------- | --------- |
| Bèlgica        | 9         |
| França         | 6         |
| Regne Unit     | 5         |
| Suècia         | 5         |
| Txecoslovàquia | 2         |
| Estats Units   | 2         |
| Unió Soviètica | 1         |
| RFA            | 1         |
| Finlàndia      | 1         |
| Sud-àfrica     | 1         |
| Itàlia         | 1         |
| Total          | 34        |

### Victòries per marca
| Marca     | Victòries |
| --------- | --------- |
| Yamaha    | 8         |
| Suzuki    | 5         |
| Kawasaki  | 3         |
| Honda     | 3         |
| Husqvarna | 3         |
| ČZ        | 3         |
| BSA       | 2         |
| Greeves   | 2         |
| Jawa      | 2         |
| KTM       | 2         |
| Puch      | 1         |
| Total     | 34        |